# Obietnica zucha
Obietnica zucha – dobrowolnie złożone przez zuchy oświadczenie o zobowiązaniu się do przestrzegania prawa zucha.
Rota obietnicy zucha: „Obiecuję być dobrym zuchem (i) zawsze przestrzegać Prawa Zucha.”
Składanie obietnicy zuchowej jest świętem gromady zuchów. W zależności od obrzędowości gromady obietnica może mieć różną formę - może być obecny tylko zuch składający obietnicę, jak i wszystkie zuchy z gromady. Obietnicę zuch składa na ręce instruktora. Po złożeniu obietnicy zostaje przypięty  znaczek zucha, który ma przypominać o złożonej obietnicy.